# Nueva Armenia
Nueva Armenia è un comune dell'Honduras facente parte del dipartimento di Francisco Morazán.
Il comune venne istituito il 2 gennaio 1856.